# 16e régiment de hussards (Autriche-Hongrie)
Pour les articles homonymes, voir 16e régiment.
« 13e régiment de dragons légers (Autriche) » redirige ici. Pour l'unité de cavalerie austro-hongroise, voir 13e régiment de dragons (Autriche-Hongrie).
Le 16e régiment de hussards, connu à partir de 1891 comme 16e régiment de hussards « comte Üxküll-Gyllenband », est une unité de l'Armée commune austro-hongroise. Cette unité a été créée en 1798 et est dissoute en 1918.

## Création et différentes dénominations
Le régiment a porté différentes désignations (jusqu'en 1915 le nom du colonel est associé au régiment) : 
- 1798 : 13e régiment de dragons légers[1],[2]
- 1802 : 6e régiment de chevaux-légers[1]
- 1851 : 10e régiment de ulans[1]
- 1873 : 16e régiment de hussards[1]

## Uniforme
À partir de 1798, le 13e régiment de dragons autrichiens porte l'uniforme vert foncé et se distingue par sa couleur distinctive pompadour et ses boutons blancs. Devenu un régiment de chevaux-légers, il garde la vester vert foncé et reçoit la couleur distinctive rouge foncé avec boutons jaunes,. Lorsqu'il est transformé en 10e régiment de ulans, le régiment porte une couleur distinctive bleu clair avec boutons blancs, sur l'uniforme blanc. Régiment de hussards à partir de 1873, il garde ces couleurs sur l'uniforme bleu foncé, associé à un shako gris-cendre, jusqu'à leur disparition progressive en 1914-1915.